# Economía de Irán
La economía de Irán es una economía mixta en transición que conserva un voluminoso sector público, reducido en los últimos años de un 80% por debajo del 50%. La economía iraní está dominada por la producción de hidrocarburos, si bien en la Bolsa de Teherán operan más de 40 empresas industriales. Es una de las pocas grandes economías del mundo que, a causa de su relativo aislamiento no resultó gravemente afectada de la crisis financiera de 2008. Su deuda pública en 2018 fue de 121,491 millones de dólares con una deuda del 32,18% del PIB. Su moneda es el rial iraní.
Por su paridad de poder adquisitivo, Irán ocupa el decimoséptimo puesto entre los países del mundo, mientras que en un escalafón de países por producto interno bruto nominal, ocupa la vigésimo quinta posición. El país fue incluido en 2005 por Goldman Sachs en la lista de los «Próximos once». Con el 10% de las reservas probadas de petróleo del mundo y el 15% de sus reservas de gas, Irán es considerado una superpotencia energética.
Irán ha hecho considerables avances en la ciencia y la tecnología a través de la educación, a pesar de las sanciones internacionales en casi todos los aspectos de la investigación durante los últimos 30 años. La población universitaria de Irán aumentó de 100.000 en 1979 a 2 millones en 2006. 70% de sus estudiantes de ciencias e ingeniería son mujeres. El progreso científico iraní es el más rápido en el mundo. Irán ha hecho grandes avances en los diferentes sectores, incluyendo el aeroespacial, la ciencia nuclear, la ciencia médica, así como las investigaciones con investigación con células madre y la clonación.
La mayor parte de las exportaciones iraníes y de los ingresos del Estado son de petróleo y gas natural. En 2010 constituían el 80% de los ingresos de divisas, permitiendo alcanzar unas reservas de más de 80.000 millones de dólares en marzo de ese año y el 60% del presupuesto total del estado. Tras varios años de diversificación económica la dependencia al petróleo se redujo a un 30 por ciento de todos los ingresos de divisas en 2018, frente al 50 por ciento de años atrás.

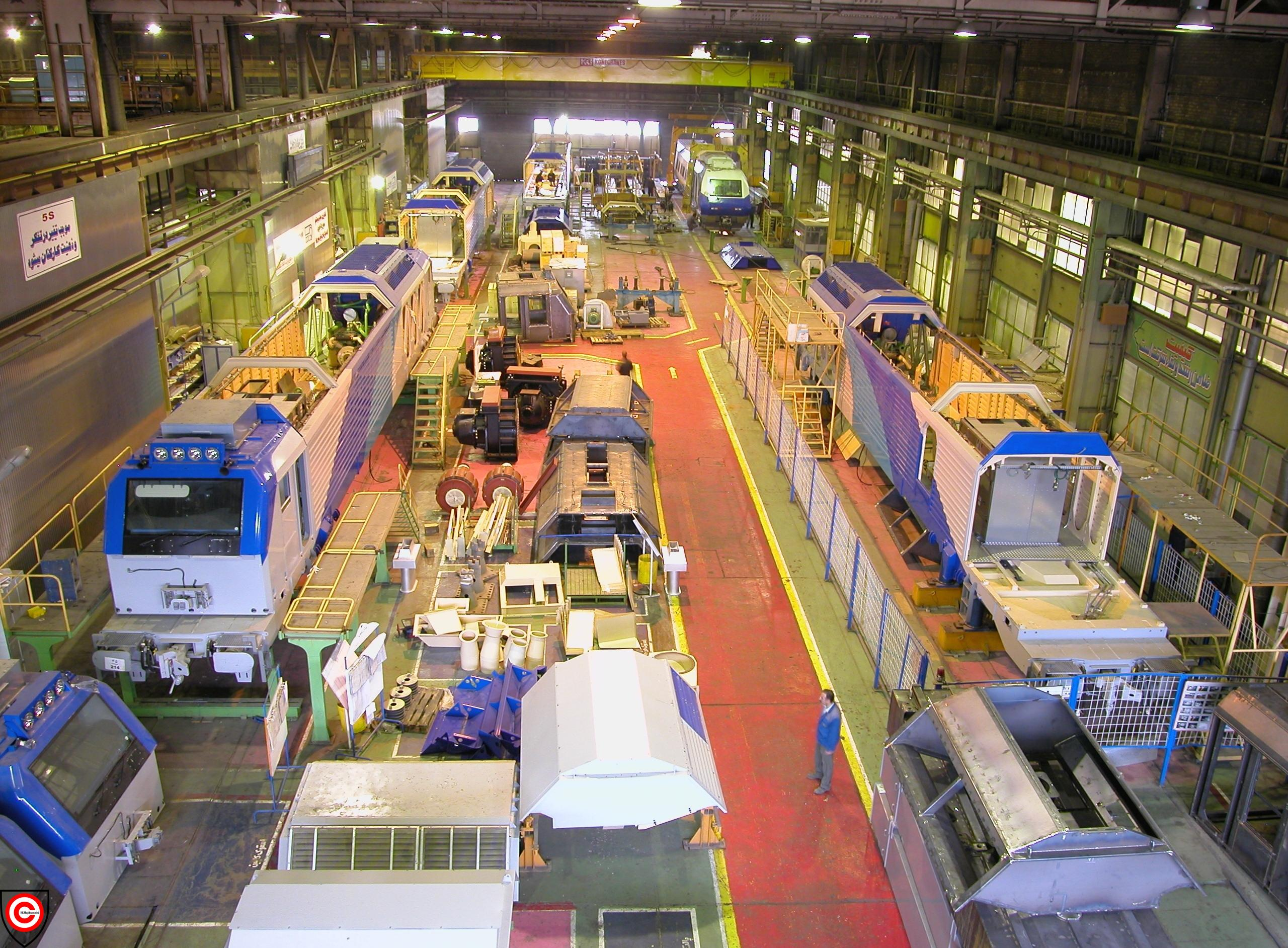
Producción de locomotoras en Irán

## Historia contemporánea

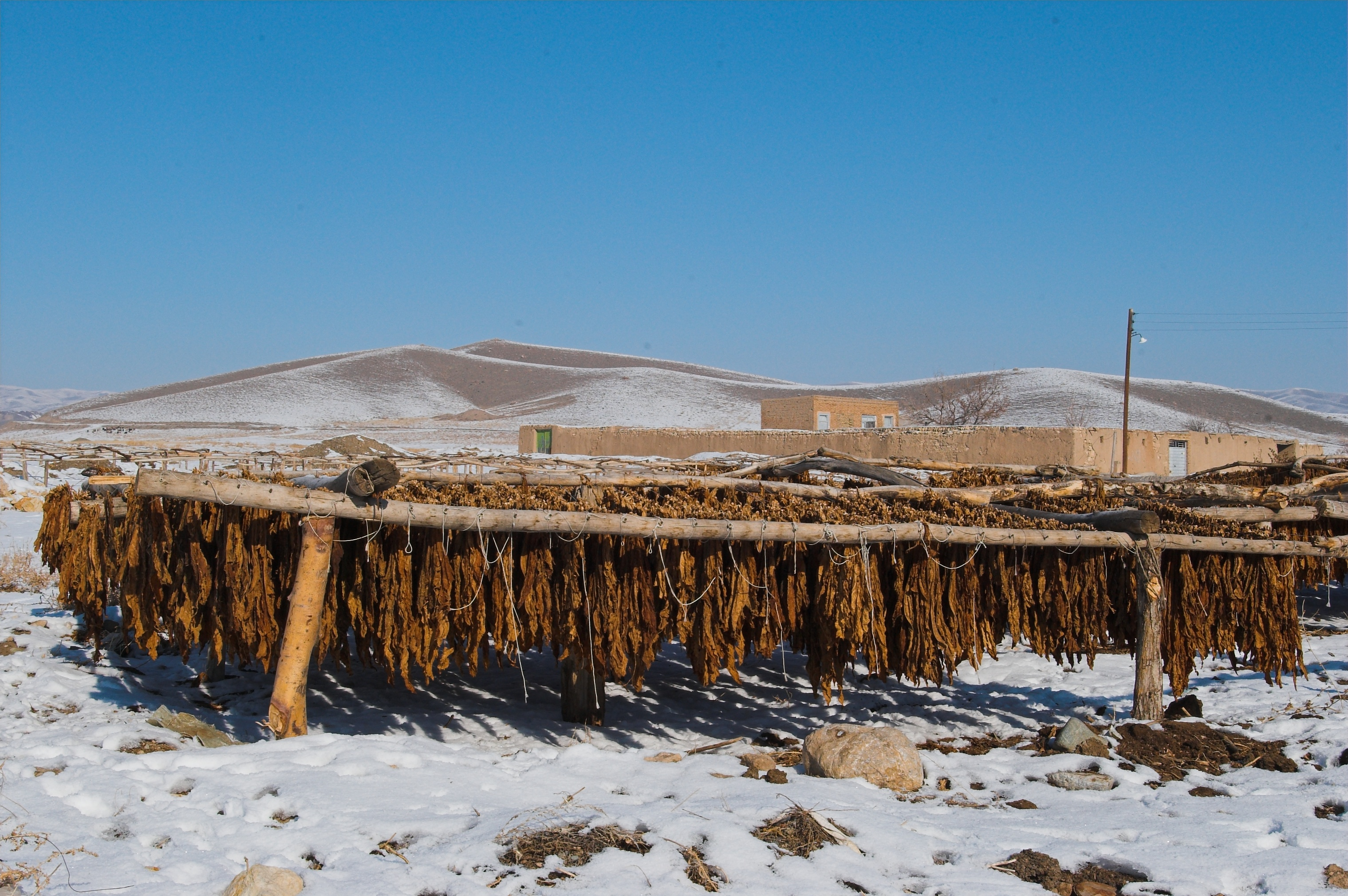
Tabaco en un secadero, cerca de Bastam, Nor-Oeste de Irán.

A mediados del siglo XIX, el Gran Visir Amir Kabir emprende dentro de un sistema aún tradicional los primeros proyectos de desarrollo de la agricultura iraní de carácter moderno, con la importación de semillas, la firma de contratos internacionales y el desarrollo de la caña de azúcar en Juzestán y de variedades americanas de algodón en Urmía y Teherán. De la politécnica Darolfonún fundada por Amir Kabir surgieron los primeros estudios modernos en ingeniería agrícola.
En 1850 comenzó a desarrollar sus actividades en Irán el banco británico New East Bank, sustituido en 1885 por el Banco Imperial de Persia, con oficinas en todas las grandes ciudades de Irán y de la India Británica, fundado entonces por Paul Julius Freiherr von Reuter bajo una Carta Real de la reina Victoria de Inglaterra y capitulación de Nasereddín Shah Kayar.
Entre 1925 y 1941, el monarca nacionalista Reza Shah dio un impulso general a las infraestructuras del país, reformó la educación, combatió la penetración extranjera, reformó el sistema legal e introdujo industrias modernas. Bajo su reinado, Irán experimentó un período de cambio social, desarrollo económico y relativa estabilidad política.

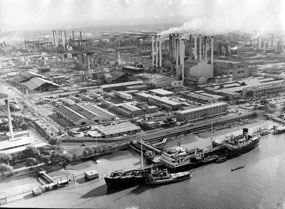
Refinería de petróleo de Abadán, la mayor del mundo en 1950.

Reza Shah fue remplazado en 1941 por su hijo Mohammad Reza Pahlaví (r. 1941–79). En la década del 50 el primer ministro Mosaddeq realizó profundas transformaciones en todos los campos, que fueron implementadas modernizando la vivienda, salud, fuerzas armadas, justicia social y libertades civiles. El 15 de diciembre nacionalizó el servicio telefónico y la actividad pesquera, que se encontraba entonces concesionada a la Unión Soviética. Emprendió una política de modernización: expropiación de latifundios, sufragio femenino y una tendencia al laicismo. Pretendía la mejora del sistema educativo, beneficios a pequeños productores y la participación de los asalariados en los beneficios de la empresa. Todo ello al mismo tiempo que se pretendía occidentalizar el país e implementar un socialismo democrático persa. La reforma agraria, destinada a mejorar las condiciones de los campesinos al redistribuir las tierras, se encontró con la oposición de los 2000 terratenientes tradicionales y el clero dueños del 98 por ciento del territorio nacional. Entre 1954 y 1960 el brusco incremento de la renta petrolera y en la ayuda extranjera condujo a mayores inversiones; ese mismo año se produce un golpe de Estado en contra de Mosaddeq.
En consecuencia de las últimas políticas, aumentó la inflación, se depreció el rial y se creó un déficit en la balanza comercial. Las medidas tomadas para combatir estos problemas redujeron los índices nominales de crecimiento y la renta per cápita en 1961. En los años 70, Irán había ya experimentado una industrialización y modernización considerables.
El gobierno surgido de la Revolución de 1979 marcó como objetivos a largo plazo la independencia económica, el pleno empleo y el desarrollo de un nivel de vida confortable, si bien a finales del siglo XX, la economía iraní seguía afrontando distintos obstáculos. Levando a la aparición de grandes fundaciones religiosas (bonyad) que agrupan empresas cuyos presupuestos sumados suponían a principios de la década de 2000 hacia el 20% del PIB nacional.
Tras las nacionalizaciones de 1979 y la invasión del país por Irak, el control gubernamental de la economía pasó del 30 a cerca del 80%. Los ocho años de guerra se cobraron la vida de al menos 300.000 iraníes y causaron lesiones a más de 500.000. La guerra acentuó el declive de la economía iraní resultado de la revolución. Entre 1979 y 1981, las reservas de divisas cayeron de 14.600 a 1.000 millones de dólares. Después, Irán financió la guerra con los ingresos de las exportaciones petroleras. Tras el cese de las hostilidades en 1988, el gobierno iraní se centró en el desarrollo de los sistemas de comunicaciones, transportes, manufacturas, sanidad, educación y energía (incluyendo el programa nuclear iniciado en los años 50), y comenzó a integrar sus sistemas de comunicación y transportes con los de sus países vecinos.
Desde 2010, el gobierno de Mahmud Ahmadineyad dirige un programa de reformas económicas —el de mayor envergadura desde la introducción de un sistema dual de racionamiento de gasolina en 2007— orientado a promover una economía de mercado sustituyendo las subvenciones a productos de consumo por ayudas a personas necesitadas. En áreas urbanas, sobre todo en Teherán, la revolución fortaleció la participación femenina en ciertas actividades, como la educación y en el sector comercio y servicios. También en los medios de prensa, tanto televisivo como gráficos, así como en el incipiente sector turístico.
Desde 2003, Irán ha aumentado la inversión en países vecinos como Irak y Afganistán
Irán tiene un extenso y moderno sistema de carreteras pavimentadas que une la mayoría de los pueblos y todas las ciudades. En 2011, el país tenía 173,000 kilómetros (107,000 millas) de caminos, de los cuales el 83% estaban pavimentados. En 2007 había aproximadamente 100 turismos por cada 1.000 habitantes. Los trenes operaban en 11.106 kilómetros de vía.
Aun así, las sanciones por su programa nuclear han afectado notablemente a la economía iraní los últimos años, sobre todo a los sectores que dependen de las importaciones y exportaciones en el país. Entre los negocios afectados se incluyen las transacciones bancarias y de seguros (incluso con el Banco Central de Irán), envíos, servicios de alojamiento web para empresas comerciales y servicios de registro de dominios, entre otros.
Aun así, la firma del reciente acuerdo núclear iraní el 14 de julio de 2015 en Viena, pone en alto las expectativas sobre el futuro del país. Muchas inversiones han vuelto y también empresas extranjeras han venido a aprovechar esta ventana de oportunidades que se ha abierto con la firma del acuerdo. Ya se han firmado tratados con Francia y con la Unión Europea.
Sin embargo, la vuelta de las sanciones con la administración Trump ha vuelto a preocupar a los inversionistas extranjeros y nacionales, se espera que con estas nuevas sanciones el PBI caíga un 5,8% con respecto al año anterior. Aun así, la inversión china sigue creciendo a pesar de las nuevas sanciones, y la Unión Europea esta tomando acciones en contra de las medidas del mandatario norteamericano. Las exportaciones de crudo a China han aumentado cerca de un 81,2%

## Marco general de evolución socioeconómica
Con cerca de 80 millones de habitantes, la población iraní se ha más que cuadruplicado desde 1956. Entre 1976 y 1986 el crecimiento demográfico fue del 4% anual, pero una acusada bajada de la natalidad lo ha rebajado al 1,3% entre 2006 y 2011. La población menor de 30 años ronda el 55% del total. La población iraní se multiplicó por más de dos entre 1980 y 2000, y su edad media declinó, causando una fuerte migración interna del campo a la ciudad.
La tasa de crecimiento de la población cayó desde su máximo de 3,91% anual para el período 1976-1986, al 1,62% del período 1996-2006. Esto se debió al cambio en la política de control de natalidad implementada por el gobierno iniciado el proceso de reconstrucción económica tras la guerra contra Irak de 1980-1988. Como consecuencia, la población iraní de menos de 15 años ha bajado de los 17,6 millones en 2006 a 17,5 en 2011. La pirámide poblacional iraní, que mostraba una base muy amplia en sus peldaños más bajos durante el último período del Sha y la primera década de la república islámica, se parece en la actualidad más a la de un país desarrollado que a la de uno en vías de desarrollo.

## Comercio exterior
En 2020, el país fue el 66° exportador más grande del mundo (US $ 27.1 mil millones, 0.1% del total mundial). En importaciones, en 2019, fue el 65 mayor importador del mundo: 27,3 mil millones de dólares.

## Sector primario

### Agricultura
En 2018, Irán:
- Fue el decimotercer productor mundial de trigo (14,5 millones de toneladas);
- Produjo 8,1 millones de toneladas de caña de azúcar, que se utiliza para producir azúcar y etanol;
- Fue el sexto productor mundial de tomates (6,5 millones de toneladas);
- Fue el decimotercer productor mundial de patata (5,3 millones de toneladas);
- Fue el decimotercer productor mundial de remolacha azucarera (4,9 millones de toneladas), que sirve para producir azúcar y etanol;
- Fue el segundo productor mundial de sandía (4,1 millones de toneladas), solo superado por China;
- Fue el 16.º productor mundial de cebada (2,8 millones de toneladas);
- Fue el quinto productor mundial de manzana (2,5 millones de toneladas);
- Fue el quinto productor mundial de cebolla (2,4 millones de toneladas);
- Fue el segundo productor mundial de pepino (2,2 millones de toneladas), solo superado por China;
- Fue el décimo productor mundial de uva (2 millones de toneladas);
- Fue el décimo productor mundial de naranja (1,8 millones de toneladas);
- Fue el tercer productor mundial de melón (1,7 millones de toneladas), solo superado por China y Turquía;
- Fue el tercer productor mundial de dátil (1,2 millones de toneladas), solo superado por Egipto y Arabia Saudita;
- Fue el quinto productor mundial de berenjena (666 mil toneladas);
- Fue el séptimo productor mundial de melocoton (645 mil toneladas);
- Fue el mayor productor mundial de pistacho (551 mil toneladas);
- Fue el tercer productor mundial de nuez (409 mil toneladas), solo superado por China y Estados Unidos;
- Fue el tercer productor mundial de albaricoque (342 mil toneladas), solo superado por Turquía y Uzbekistán;
- Fue el quinto productor mundial de ciruela (313 mil toneladas);
- Fue el cuarto productor mundial de kiwi (266 mil toneladas), perdiendo ante China, Italia y Nueva Zelanda;
- Fue el 3.er productor mundial de almendra (139 mil toneladas), perdiendo solo frente a Estados Unidos y España;
- Fue el octavo productor mundial de té (109 mil toneladas);
- Fue el cuarto productor mundial de membrillo (76 mil toneladas), perdiendo ante Uzbekistán, Turquía y China;
- Produjo 2 millones de toneladas de arroz;
- Produjo 1,3 millones de toneladas de maíz;
- Produjo 525 mil toneladas de lechuga y achicoria;
- Produjo 465 mil toneladas de mandarina;
- Produjo 445 mil toneladas de limón;
- Produjo 337 mil toneladas de zanahoria;
- Produjo 285 mil toneladas de frijoles;
- Produjo 221 mil toneladas de garbanzos;
- Produjo 210 mil toneladas de soja;
- Produjo 154 mil toneladas de calabaza;
- Produjo 153 mil toneladas de pera;
- Produjo 137 mil toneladas de cereza;

Además de producciones más pequeñas de otros productos agrícolas.
En ganadería, Irán produjo, en 2019, 6,8 mil millones de litros de leche de vaca; 2,2 millones de toneladas de carne de pollo (uno de los 10 mayores productores del mundo); 272 millones de litros de  leche de cabra; 364 mil toneladas de carne de vacuno; 75 mil toneladas de miel (uno de los 5 mayores productores del mundo), entre otros.
A pesar del carácter semidesértico de la mayor parte de su territorio, donde sólo el 10 por ciento de su territorio es apto para la agricultura Irán ha logrado desarrollar una diversa economía primaria. Tradicionalmente se ha desarrollado más el pastoreo que la agricultura. Predomina el ovino, con el fin de obtener lana para la tradicional elaboración de alfombras persas. Se cultivan cereales (como el trigo), el algodón y el tabaco. Aparte de la industria textil, ha sido tradicional la pesca de perlas en la zona de Ormuz. El sector servicios y comercial está representado por empresas privadas de pequeño tamaño. 
El trigo, el cultivo más importante, se cultiva principalmente en el oeste y noroeste. El arroz es el principal cultivo en la región del Caspio. Otros cultivos incluyen cebada, maíz, algodón, remolacha azucarera, té, cáñamo, tabaco, frutas, papas, legumbres (frijoles y lentejas), vegetales, plantas forrajeras (alfalfa y trébol), almendras, nueces y especias, incluyendo comino y zumaque . Irán es el mayor productor mundial de azafrán , pistachos , miel, berberis y bayas y el segundo mayor productor de dátiles La carne y los productos lácteos incluyen cordero, carne de cabra, carne de res, pollo, leche, huevos, mantequilla y queso.
Los productos no alimenticios incluyen lana, cuero y seda. Los productos forestales de las laderas del norte de las montañas Alborz son económicamente importantes. La tala de árboles está estrictamente controlada por el gobierno, que también ejecuta un programa de reforestación . Los ríos desembocan en el Mar Caspio y se pescan salmón, carpa, trucha, lucio y esturión que producen caviar, de los cuales Irán es el mayor productor.Irán es 90% autosuficiente en productos agrícolas esenciales,En 2007, Irán alcanzó la autosuficiencia en la producción de trigo y, por primera vez, se convirtió en un exportador neto de trigo.Irán exportó alimentos por valor de $ 736 millones en 2007 y $ 11 mil millones  en 2010. Existen un total de 12,198 de industrias alimentarias en Irán.

## Sector secundario

### Industria
El Banco Mundial enumera los principales países productores cada año, según el valor total de la producción. Según la lista de 2019, Irán tenía la trigésima industria más valiosa del mundo (61.200 millones de dólares).
En 2019, Irán fue el vigésimo mayor productor de  vehículos en el mundo (821 mil) y el décimo productor de acero (31,9 millones de toneladas).

### Energía
En energías no renovables, en 2020, el país fue el noveno productor mundial de petróleo, 2,6 millones de barriles / día. En 2019, el país consumió 2 millones de barriles / día (el undécimo consumidor más grande del mundo). El país fue el décimo octavo exportador de petróleo del mundo en 2014 (785 mil barriles / día). En 2015, Irán fue el tercer productor mundial de gas natural, 184,8 mil millones de m³ al año. En 2007, Irán fue el 24º exportador de gas del mundo (6200 millones de m³ por año). No produce carbón. En 2019, Irán también tenía 1  planta atómica en su territorio, con una potencia instalada de 0,9 GW.
En energías renovables, en 2020, Irán fue el 57o productor más grande de energía eólica en el mundo, con 0.3 GW de potencia instalada, y fue el 49o productor más grande de energía solar en el mundo, con 0.4 GW de potencia instalada.
En cuanto al gas natural, Irán ocupaba en 2014 el segundo lugar mundial en reservas probadas tras la Federación Rusa. A finales de los años 90, Irán importaba gran parte de su alimentación. La explotación del petróleo en el siglo XX ha provocado que tanto la extracción del crudo, su refino y la elaboración de productos derivados, sea la principal fuente de riqueza del moderno Irán. El golfo Pérsico contiene dos tercios de las reservas mundiales de petróleo liviano. Para el año 2005 se estimaba que era el quinto país productor de petróleo, con unos 3.979.000 barriles calculados por día. El Estado es el propietario de estos recursos petrolíferos, por lo que en parte la economía iraní es planificada. Actualmente, el gobierno pretende seguir una política de mayor diversificación para no depender de las fluctuaciones del precio del petróleo como sucedió en 1998. En 2007 dejó de facturar el petróleo en dólares por la pérdida de valor de la divisa estadounidense. En cuanto al gas natural, Irán ocupaba en 2014 el segundo lugar mundial en reservas probadas tras la Federación Rusa, con una producción media de 244.551 metros cúbicos diaria, y una exportación de 8.360 metros cúbicos diarios. Irán no solo satisface por sí mismo la demanda interna de productos metalúrgicos, sino que también los exporta principalmente a países árabes y vecinos, como Irak, Pakistán, Afganistán y Catar. El complejo de Bardsir el más grande de Oriente Medio produce unas 600.000 toneladas de lingotes de acero y unas 400.000 toneladas de ferralla.

### Minería
En 2019, el país fue el segundo productor mundial de yeso; el octavo productor mundial de molibdeno; el octavo productor mundial de antimonio; el undécimo productor mundial de mineral de hierro; el 18 mayor productor mundial de azufre, además de ser el vigésimo primer mayor productor mundial de  sal. Fue el decimotercer productor mundial de uranio en 2018.
En el sector minero, Irán confirmó en 2016 10 000 millones de dólares en inversiones procedentes de firmas chinas y europeas. En el sector automotor uno de los sectores económicos con más peso en la economía persa, la firma francesa PSA Peugeot Citroën ha firmado un acuerdo con su socio local Iran Khodro por valor de 400 millones de euros. el sector manufacturero está liderando la recuperación económica del país, con un crecimiento de 6,7% el año pasado, mientras que la minería ha mostrado una expansión mayor: 9,8%.

## Pronósticos económicos
En 2010, antes de esa inflexión, The Economist pronosticaba un duplicamiento del PIB iraní en los cinco años siguientes. Sin embargo, aún dentro de esos cálculos, el crecimiento del PIB real se preveía en torno a un 2,2% entre 2012 y 2016 —insuficiente para reducir el índice de desempleo—.
A inicios de la segunda década del siglo XXI, el sector servicios empleaba ya a cerca de la mitad de la población activa (45% en 2007), seguido del sector industrial —incluidas minería y manufacturas— (31%) y de la agricultura (25%) operan por tanto al margen de la economía formal.
La economía iraní está clasificada por el Fondo Monetario Internacional como «economía de transición» (de la planificación central a la economía de mercado), y por la Organización de las Naciones Unidas como una economía «semi-desarrollada».
El consumo de energía respecto al PIB iraní es el más alto del mundo generando alarmantes niveles de contaminación —de los más altos del mundo en Teherán, Isfahán y Tabriz—, una de sus consecuencias más graves.

## Ciencia e industria
La producción industrial iraní mantuvo un crecimiento sostenido de entre el 3 y el 5,7% anual durante la mayor parte de la primera década de los años 2000, destacando el mantenimiento de la tendencia en el año 2008, de crisis financiera globalizada (aumento relativo a escala mundial).
El notable progreso científico del país en años recientes se ha reflejado en diversos estudios y clasificaciones, como la que cifró en 1000% el incremento en publicaciones científicas entre 1995 y 2004, llegando en 2011 a obtener el undécimo puesto a nivel mundial en publicaciones en campos como la Ingeniería química y la Ciencia de materiales y el décimo tercero en Energía, Química e Ingeniería, etc., campos en que ocupaba los puestos entre 46 y 54 en 1996. El sistema educativo universitario público produce 335.000 graduados cada año en ciencia, tecnología, ingeniería y matemáticas.

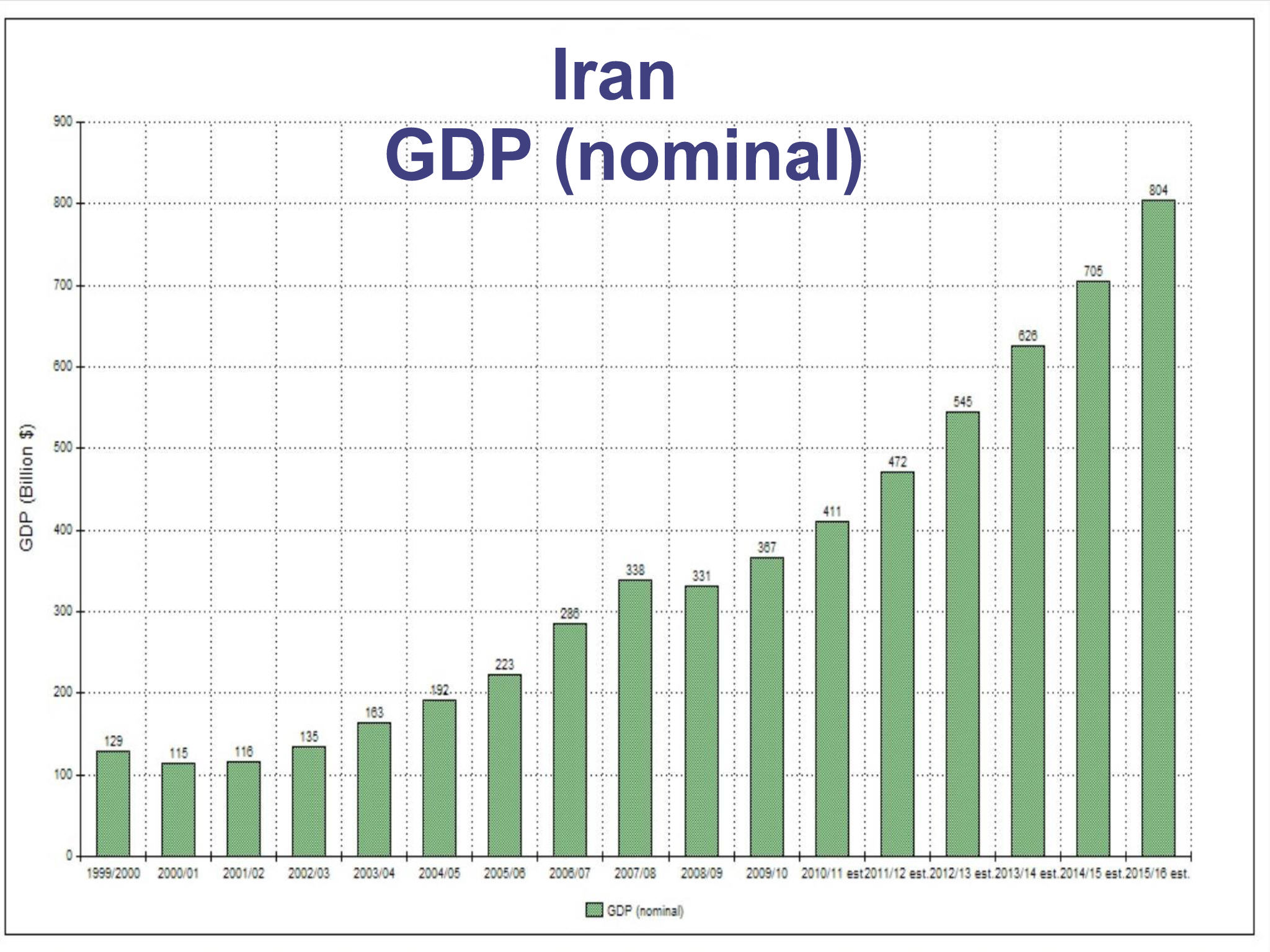
PIB nominal de Irán, 1999-2015 (estimaciones)

| Año (Fuente: FMI) | PIB en precios actuales (miles de millones de IRR) | Índice de conversión implícita PPA (USD/IRR) | PIB per cápita (en dólar internacional actualizado) | Índice de inflación ( IPC medio) (2000=100) | Población (en millones de personas) |
| ----------------- | -------------------------------------------------- | -------------------------------------------- | --------------------------------------------------- | ------------------------------------------- | ----------------------------------- |
| 1980              | 6,622                                              | 58                                           | 2,974                                               | 2                                           | 38                                  |
| 1985              | 16,556                                             | 77                                           | 4,507                                               | 4                                           | 48                                  |
| 1990              | 35,315                                             | 144                                          | 4,489                                               | 12                                          | 55                                  |
| 1995              | 185,928                                            | 569                                          | 5,094                                               | 43                                          | 64                                  |
| 2000              | 580,473                                            | 1,341                                        | 6,800                                               | 100                                         | 64                                  |
| 2005              | 1,697,305                                          | 2,675                                        | 9,268                                               | 190                                         | 68                                  |
| 2010 (est.)       | 3,698,348                                          | 4,307                                        | 11,396                                              | 377                                         | 75                                  |